# Het schilder-boeck
El Llibre de la pintura o El llibre dels pintors (Schilder-boeck) és un llibre d'història de l'art que conté la vida i l'obra d'artistes de la zona dels Països Baixos, holandesos i flamencs. Està escrit en llengua holandesa per Karel van Mander, que va ésser un artista flamenc, poeta i historiador de l'art, conegut com el “Vasari Holandès”, ja que aquesta obra està influïda pel tractat de l'artista italià. També s'ha traduït el títol com El llibre dels pintors holandesos, alemanys i flamencs. La primera edició del llibre es va publicar l'any 1604 a Alkmaar.

## El contingut del tractat
El tractat té com a temàtica principal les vides i l'obra dels pintors del cercle d'amistats de Karel van Mander, d'origen neerlandès, alemany i flamenc. L'obra fa una valoració objectiva sobre aquests artistes, tot i que eren amics seus, i això fa que sigui interessant per als investigadors. A part dels artistes de la pàtria d'en Van Mander, tant antics com contemporanis, el llibre també conté artistes italians que provenen del llibre de Vasari. A més a més, també inclou les traduccions de Les Metamorfosis d'Ovidi. Al final de l'obra, l'autor fa una petita biografia i es disculpa amb el lector per posar artistes més vells darrere de més joves, i ho justifica dient que ho fa perquè esperava documents i informacions de les seves vides.
Van Mander volia que els artistes del nord tinguessin el mateix nivell de valoració que els del sud.
Però Julius von Schlosser, un historiador de l'art austríac de finals del segle XlX i principis del XX, va fer una crítica en què afirmava que aquesta obra d'en Van Mander era la més important dels seguidors de Vasari, ja que dona una visió molt objectiva de les obres i una documentació més rigorosa i, per tant, un punt més de verificació que Les Vides de Vasari.

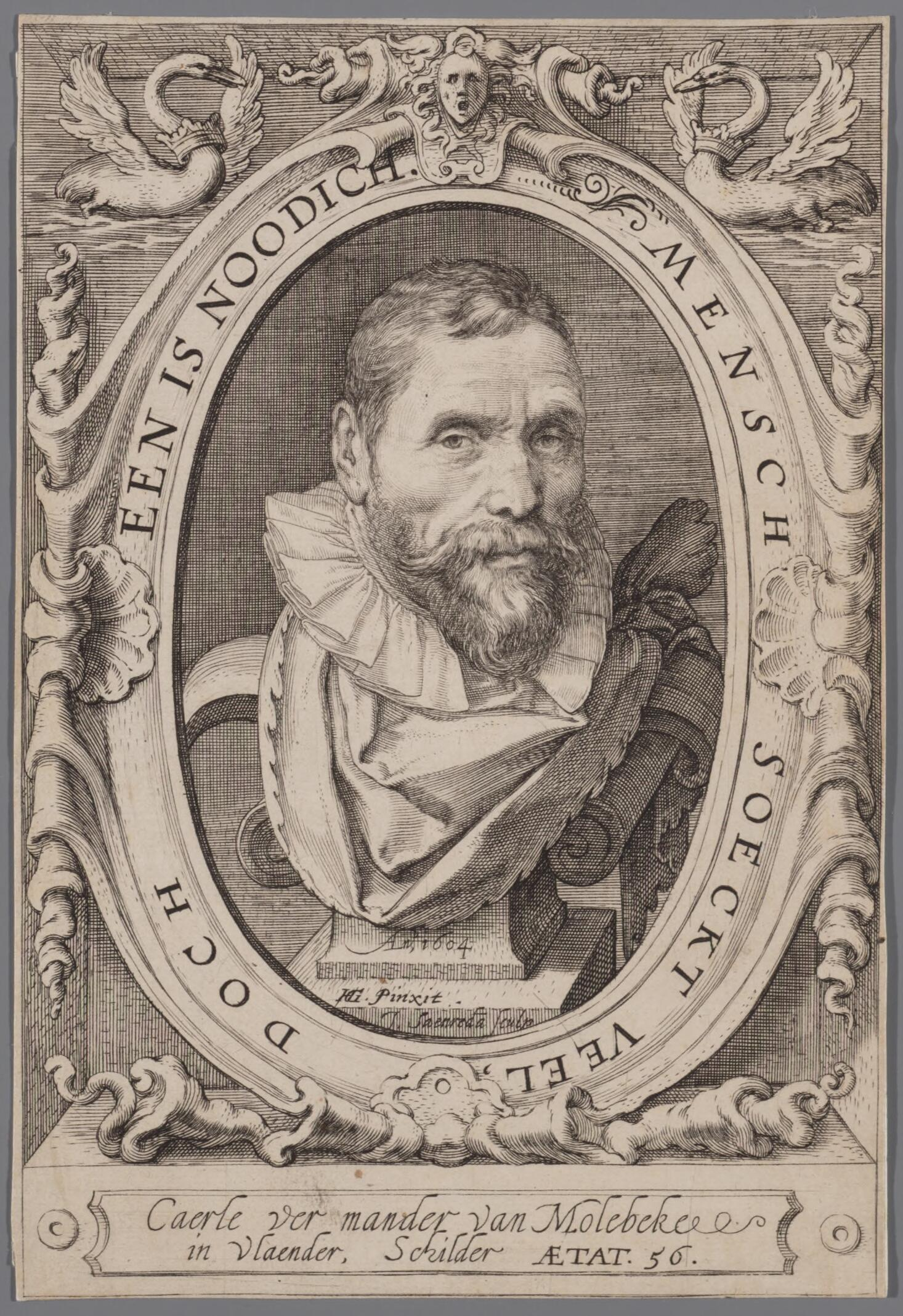
Karel Van Mander.

## Llista d'artistes que apareixen a l'obra
Artistes que provenen de la traducció del tractat de l'artista Vasari:
- Ambrogio Lorenzetti (Ambruogio Laurati)
- Andrea MantegnaAndrea Orcagna (Andrea di Cione)
- Andrea del Sarto
- Andrea Tafi
- Andrea del Verrocchio
- Antonello da Messina
- Antonio da Correggio
- Antonio Pollaiuolo
- Baccio Bandinelli
- Baldassare Peruzzi
- Bartolommeo Ramenghi (Bartolomeo Da Bagnacavallo)
- Buonamico Buffalmacc
- Cimabue
- Daniello Ricciarelli da Volterra
- Domenico Ghirlandaio
- Francesco Francia
- Francesco Mazzola
- Francesco Primaticcio
- Francesco Rustichi
- Francesco Salviati
- Franciabigio
- Filippino Lippi
- Gaddo Gaddi
- Giotto amb Puccio Capanna
- Giorgio Vasari
- Giorgione da Castelfranco
- Giovann'Antonio Lappoli
- Giovanni Antonio Licino
- Giovanni da Udine
- Giulio Romano-Jacopo Palma (Il Palma)
- Jacopo da Pontormo
- Leon Battista Alberti
- Leonardo da Vinci
- Lippo
- Lorenzo Lotto
- Luca Signorelli
- Margaritone
- Masaccio
- Michelangelo Buonarroti (Miguel Ángel)
- Pellegrino da Modena (Pellegrino Aretusi)
- Perino Del Vaga
- Pietro Cavallini
- Pietro Lorenzetti (Pietro Laurati)
- Pietro Perugino
- Polidoro da Caravaggio i Maturino da Firenze (Maturino Fiorentino)
- Raffaellino del Garbo
- Sandro Botticelli
- Sebastiano del Piombo (Sebastiano Viniziano)
- Simone Martini amb el Lippo Memmi
- Stefano i l'Ugolino
- Taddeo Gaddi
- Taddeo Zucchero
- Tiziano da Cadore (Tiziano)
- Tomasso Fiorentino (Giottino)

Els artistes de la zona dels Països Baixos i voltants:
- Adriaen de Weerdt
- Aert Mijtens
- Aertgen van Leyden
- Albert van Ouwater
- Albrecht Dürer
- Aldegraef
- Anthonis Mor (Antonio Moro)
- Anthonie van Montfoort
- Augustijn Ioorisz
- Bernard van Orley
- Bernaert de Rijcke
- Christoffel Swarts
- Cornelis Cornelisz Kunst
- Cornelis Engelbrechtsz
- Cornelis Molenaer
- Dirck Barendsz
- Dirk Bouts
- Frans Floris
- Frans Minnebroer
- Frans Mostart i Gillis Mostart
- Geertgen tot Sint Jans
- Gielis Coignet
- Hans Bol
- Hans Holbein el Joven
- Hendrick van Cleef i Marten van Cleef
- Hendrik van Steenwijk I
- Herri met de Bles
- Hieronymus Bosch
- Hubert Goltz
- Hubert van Eyck
- Hugo van der Goes
- Ian den Hollander
- Jacques Grimmaer
- Jacob de Backer
- Jacob Cornelisz van Oostsanen
- Jan Joest van Calcar
- Jan Cornelisz Vermeyen
- Jan Mabuse
- Jan Mostaert
- Jan van Scorel
- Joachim Beuckelaer
- Joachim Patinir
- Joos van Cleve
- Joos van Liere
- Joos van Winghen
- Joris Hoefnagel
- Lambert Lombard, el Matthys Cock i l'Hieronymus Cock
- Lucas Cornelisz de Kock
- Lucas Gassel van Helmont
- Lucas de Heere
- Lucas van Leyden
- Lucas i Marten van Valckenborch
- Maarten van Heemskerck
- Marcus Gheeraerts el vell
- Marinus van Reymerswaele
- Marten de Vos
- Michel Coxcie
- Quentin Matsys
- Pieter van Aelst
- Pieter Aertsen
- Pieter Balten
- Pieter Brueghel el Vell
- Pieter Pourbus i Frans Pourbus el Vell
- Pieter Vlerick van Cortrijck
- Richard Aertsz
- Rogier van Brugghe
- Rogier van der Weyden
- Swart Jan
- Willem Key

 Els artistes contemporanis de Karel van Mander:
- Abraham Bloemaert
- Bartholomeus Spranger
- Cornelis Ketel
- Cornelis van Haarlem
- David Vinckboons
- Francesco Badens
- Gillis van Coninxloo
- Gualdrop Gortzius
- Hans von Aachen
- Hans Rottenhammer
- Hans Vredeman de Vries
- Hendrick Cornelisz Vroom
- Hendrick Goltzius
- Jacob de Gheyn II
- Jan Soens
- Joachim Wtewael
- Michiel Jansz van Mierevelt
- Otto van Veen
- Paul Brill i Mattheus Brill
- Peter Candid
- Pieter Cornelisz van Rijck
- Stradanus

## Les Metamorfosisd'Ovidi
Són un conjunt de relats del poeta romà Ovidi, escrits entre l'any 2 i el 8 dC. Estan escrits en vers hexàmetre i el componen quinze llibres. Són relats de mitologia grega i romana. S'inicien amb el relat de la creació del món i finalitzen amb Juli Cèsar, l'esperit del qual es transforma en un estel, passant per les transformacions d'humans i divinitats menors que varien de forma i passen a ésser animals o plantes. La majoria de relats tracten el tema de l'amor i dels càstigs o recompenses que els déus els infligeixen.
Alguns d'aquests mites són:
- Dafne, una nimfa que fugia de l'amor del déu Apol·lo, va demanar ajuda als déus i aquests la van transformar en un llorer.
- Cal·listo, era una nimfa caçadora del seguici d'Àrtemis. Zeus se'n va enamorar i van tenir un fill; com a càstig la van transformar en ossa i en morir va ésser la constel·lació d'Ossa Major.
- Eco, una nimfa que, per un càstig d'Hera, no podia parlar, sinó només dir l'última paraula de la persona amb qui estava parlant. Després d'ésser rebutjada pel pastor Narcís, va passar la resta de la seva vida ambulant per les muntanyes fins que només li va quedar la veu.
- Tsibe i Píram, dos enamorats que s'estimaven malgrat la prohibició dels seus pares, i que van decidir casar-se al costat d'una morera i fugir posteriorment. La Tsibe va arribar primera, però va fugir en veure una lleona que tornava de caçar. En la fugida va perdre el vel. El Píram, en veure la bèstia i el vel tacat de sang, que provenia de la víctima de la lleona i no pas de la Tsibe, es va clavar el seu punyal. Quan la Tsibe va tornar i va veure Píram mort, també es va suïcidar. La sang dels enamorats va tenyir de vermell els fruits de la morera, que eren blancs.
- Aracne, era una gran teixidora que va desafiar la deessa Atenea amb un tapís en què mostrava una de les infidelitats del pare d'Atenea, Zeus (el rapte d'Europa). Com a càstig va transformar la teixidora en una aranya perquè teixís durant tota la seva existència.
- Escil·la, era una bella donzella que va rebutjar el déu marí Glauc. Aquest va demanar ajuda a la bruixa Circe perquè la donzella s'enamorés. Circe, que estava enamorada d'ell i en veure que no li feia cas es va sentir gelosa, li va donar un beuratge perquè l'aboqués a l'aigua en què l'Escil·la es banyava. El déu ho va fer, però Escil·la es va transformar en un monstre marí, amb cap i tors de dona i les extremitats inferiors es van convertir en cua de peix, o dotze peus, i en la cintura un conjunt de caps de gossos ferotges. En Glauco en veure-la va marxar.
- Biblis, era una donzella que s'enamorà del seu germà Caunos. Ell va fugir indignat i ella el va perseguir sense que mai arribés a trobar-lo. Les nimfes o els déus al final la van transformar en una font.
- Alcíone i Ceix, ella era la filla del déu dels vents, Èol, i ell era el fill de l'estel del matí (Fòsfor) i rei de Traquis. Eren una parella enamorada i feliç, però ell s'embarcà per fer una consulta a l'oracle d'Apol·lo. En un somni enviat pels déus, Alcíone va veure que Ceix era mort a la platja. En despertar-se, hi va anar i el va veure mort; desesperada, es va tirar al mar per suïcidar-se, però els déus se'n van compadir i els van transformar en alcions (blauets).
- Ariadna, la filla del rei Minos de Creta, va ajudar Teseu, de qui estava enamorada, a sortir del laberint del Minotaure. Després de matar el minotaure van anar cap a Atenes on Teseu li va prometre que es casaria amb ella. Però a l'illa de Naxos, Teseu i la seva tripulació van marxar i van deixar la donzella adormida. Dionís en veure Ariadna se'n va enamorar i es van casar. Quan Ariadna va morir, Dionís va agafar la corona que li havia regalat i la va llançar, de manera que va crear la constel·lació Corona Boreal.

## Les edicions
La primera edició del Llibre de la pintura, escrita per Karel van Mander, es va publicar l'any 1604 a Alkmaar. L'any 1618 se'n va fer una segona edició a Amsterdam, a la qual es va afegir una biografia de Van Mander. Va ésser reeditat a fi d'actualitzar el text, per Jongh, a Amstredam, l'any 1764. També es va editar en neerlandès modern, a Amsterdam, l'any 1936. D'aquest text se n'han fet dues edicions més: la segona, l'any 1943; i la tercera, l'any 1946. Les editorials de les edicions no estan citades en el llibre La literatura artística, de J. Schlosser.

## Les traduccions
La traducció del llibre a l'anglès la va fer C. Van de Wall a Nova York l'any 1936; al francès la va fer Hymans a París. L'any 1884 es van afegir a aquesta traducció notes molt valuoses. La va traduir a l'alemany Floertce més
 el text en neerlandès aquesta es troba a “Frimmels galeri estudien” IV sèrie, I-II, a Múnic, l'any 1906.
 Les editorials de les traduccions no estan citades en el llibre La literatura artística de J. Schlosser.

## El "Vasari del nord"
En Giorgio Vasari va ésser un artista italià del segle xvi. Vasari era pintor i teòric de l'art, i va escriure una recopilació de les vides dels pintors italians de la seva època. La seva obra s'anomena Vides dels més excel·lents pintors, escultors i arquitectes, però no va rebre una bona crítica per ésser poc objectiva. Com en Van Mander, en Vasari tingué altres seguidors que van utilitzar el seu mètode per parlar dels autors de les seves localitats.
Amb el nom de Vasari del nord també es coneix Joachin von Sandart, cèlebre pel seu tractat anomenat l'Accademia tedesca della architettura, sccultura et pictura oder teutsche academie del edeln baubild- und mahlerey-künste traduït com Acadèmia alemanya de les arts de l'arquitectura, l'escultura i la pintura. Era un artista alemany nascut a Frankfurt l'any 1606. Es va formar com a artista a Frankfurt, Nürnberg i a Praga, i la seva formació pictòrica la va dur a terme a Utrecht amb Honthrost. Va morir l'any 1688.

El tractat va tenir una primera edició l'any 1675, en la qual apareixia la primera part. El tractat està dividit en tres parts: en la primera i en la segona apareix la teoria de les tres arts -la primera, sobre l'arquitectura, i la segona, sobre les altres dues arts, pintura i escultura-; a la tercera part es troben les biografies dels artistes alemanys. En general recorda molt Van Mander i algunes vegades, en Neudörfer. L'obra probablement va ser un encàrrec d'un príncep alemany quevolia que escrivís sobre els artistes alemanys, tal com va fer en Vasari amb els italians, però Sandrart hi afegeix una teoria sobre les tres arts, més les biografies de diferents mestres estrangers i alemanys. Supera els seus models, en Vasari i en Van Mander, quan inclou i posa al mateix nivell les arts plàstiques i l'arquitectura. En canvi, en altres punts segueix els seus models, com que busca legitimar la posició social dels artistes, la teoria evolutiva que presenta en Sandart es diferencia de la de Vasari quan diu que el període de més esplendor va ésser l'època d'en Dürer i després la va succeir una etapa de decadència, i al segle xvii va ésser una nova etapa de començament amb un punt àlgid en la mateixa obra de Sandart. En el pròleg de l'obra es veu com l'autor pensa que només un artista és capaç d'escriure sobre l'art, per això repeteix diverses vegades:  «ningú, excepte un bon pintor, pot escriure sobre pintura»; també al pròleg es veu com Vasari no exclou les grans dificultats i esforços que li causa escriure el treball. La seva gran obra és resultat dels esforços de l'època expressats.
 la teoria de l'art i la preocupació per l'estat social dels artistes a la cort durant l'època, la seva teoria es basa en l'elogi de la seva pròpia obra. També és conegut pel després
 i que li tenia a Rembrandt von Ryn expressat en el seu tractat. L'any 1683 es va fer una traducció al llatí que posava l'obra al dia. Els seus predecessors van ésser Ridolifi Cornelis de Bie, Adraham Bosse i Ulisse Aldovarandi.